# Championnats arabes de natation 2016
Navigation
Casablanca 2014 Radès 2018
La troisième édition des championnats arabes seniors de natation  a eu lieu du 4 au 7 avril 2016, à Dubai, aux Émirats arabes unis, en marge des 6e championnats aquatiques internationaux de Dubai.

## Médaillés

### Hommes
| Épreuves               | Or                                                                             | Argent                                                                                       | Bronze                                                                                  |
| Nage libre             | Nage libre                                                                     | Nage libre                                                                                   | Nage libre                                                                              |
| ---------------------- | ------------------------------------------------------------------------------ | -------------------------------------------------------------------------------------------- | --------------------------------------------------------------------------------------- |
| 50 m                   | Oussama Sahnoune 22 s 27                                                       | Salem Ihab 22 s 97                                                                           | Adham Abdelmajid 23 s 20                                                                |
| 100 m                  | Mohamed Samy 49 s 64                                                           | Nazim Belkhodja 50 s 76                                                                      | Youssef Hammoud 50 s 77                                                                 |
| 200 m                  | Mohamed Lagili 1 min 50 s 10                                                   | Ahmed Akram 1 min 50 s 33                                                                    | Omar Elewa 1 min 50 s 50                                                                |
| 400 m                  | Ahmed Akram 4 min 0 s 78                                                       | Mohamed Lagili 4 min 1 s 33                                                                  | Ahmed Mathlouthi 4 min 1 s 40                                                           |
| 800 m                  | Ahmed Akram 7 min 58 s 59                                                      | Ahmed Mathlouthi 8 min 5 s 76                                                                | Marwan Elamrawy 8 min 6 s 41                                                            |
| 1 500 m                | Ahmed Akram 15 min 8 s 05                                                      | Marwan Elamrawy 15 min 34 s 93                                                               | Mohamed Lagili 15 min 49 s 37                                                           |
| Dos                    |                                                                                |                                                                                              |                                                                                         |
| 50 m                   | Youssef Abdallah 25 s 75                                                       | Marwane El Merini 27 s 01                                                                    | Riyad Djendouci 27 s 04                                                                 |
| 100 m                  | Youssef Abdallah 55 s 32                                                       | Driss Lahrichi 58 s 50                                                                       | Taki Mrabet 58 s 86                                                                     |
| 200 m                  | Abdallah Ardjoune 2 min 6 s 68                                                 | Salah Amine 2 min 7 s 20                                                                     | Anis Belghriche 2 min 7 s 88                                                            |
| Brasse                 |                                                                                |                                                                                              |                                                                                         |
| 50 m                   | Wassim Elloumi 28 s 53                                                         | Ahmed Shamlool 28 s 63                                                                       | Talel Mrabet 29 s 24                                                                    |
| 100 m                  | Wassim Elloumi 1 min 2 s 87                                                    | Talel Mrabet 1 min 2 s 97                                                                    | Hassan Yasser 1 min 3 s 22                                                              |
| 200 m                  | Talel Mrabet 2 min 17 s 24                                                     | Wassim Elloumi 2 min 18 s 71                                                                 | Hassan Yasser 2 min 21 s 59                                                             |
| Papillon               |                                                                                |                                                                                              |                                                                                         |
| 50 m                   | Omar Eissa 24 s 24                                                             | Youssef Hammoud 24 s 64                                                                      | Bilel Attig 25 s 27                                                                     |
| 100 m                  | Omar Eissa 53 s 56                                                             | Mohamed Samy 54 s 58                                                                         | Taki Mrabet 55 s 48                                                                     |
| 200 m                  | Ahmed Hamdy 2 min 3 s 49                                                       | Lounis Khendriche 2 min 3 s 52                                                               | Nabil Kaddache 2 min 3 s 68                                                             |
| Quatre nages           |                                                                                |                                                                                              |                                                                                         |
| 200 m                  | Ahmed Mathlouthi 2 min 2 s 62                                                  | Taki Mrabet 2 min 3 s 49                                                                     | Salah Amine 2 min 4 s 72                                                                |
| 400 m                  | Ahmed Mathlouthi 4 min 21 s 51                                                 | Taki Mrabet 4 min 21 s 80                                                                    | Salah Amine 4 min 26 s 18                                                               |
| Relais                 |                                                                                |                                                                                              |                                                                                         |
| 4 × 100 m nage libre   | Égypte Omar Eissa Youssef Hammoud Salem Ihab Mohamed Samy 3 min 22 s 81        | Algérie Oussama Sahnoune Lyes Abdelghani Nefsi Badis Djendouci Nazim Belkhodja 3 min 25 s 03 | Tunisie Mohamed Ali Chaouachi Ahmed Mathlouthi Bilel Attig Mohamed Lagili 3 min 27 s 74 |
| 4 × 200 m nage libre   | Égypte Mohamed Samy Marwan El Amrawy Marwan El Kamash Omar Elewa 7 min 23 s 96 | Tunisie Ahmed Mathlouthi Taki Mrabet Mohamed Ali Chaouachi Mohamed Lagili 7 min 24 s 30      | Algérie Neil Kaddache Imededdine Tchouar Ramzi Chouchar Lounis Khendriche 7 min 51 s 76 |
| 4 × 100 m quatre nages | Tunisie Taki Mrabet Wassim Elloumi Bilel Attig Talel Mrabet 3 min 52 s 78      | Algérie Anis Belghriche Lyes Abdelghani Nefsi Badis Djendouci Nazim Belkhodja 3 min 53 s 19  | Maroc Driss Lahrichi Ahmed Ridha Ennaïm Said Saber Marwane El Merini 3 min 53 s 39      |

### Femmes
| Épreuves               | Or                                                                                          | Argent                                                                                    | Bronze                                                                         |
| Nage libre             | Nage libre                                                                                  | Nage libre                                                                                | Nage libre                                                                     |
| ---------------------- | ------------------------------------------------------------------------------------------- | ----------------------------------------------------------------------------------------- | ------------------------------------------------------------------------------ |
| 50 m                   | Farida Osman 25 s 60                                                                        | Rowan El Badry 26 s 75                                                                    | Amel Melih 26 s 94                                                             |
| 100 m                  | Farida Osman 55 s 98                                                                        | Farah Ben Khelil 58 s 80                                                                  | Talita Baqla 59 s 16                                                           |
| 200 m                  | Majda Chebaraka 2 min 4 s 38                                                                | Rim Ouenniche 2 min 4 s 41                                                                | Yasmin Mamdouh 2 min 5 s 81                                                    |
| 400 m                  | Souad Nafissa Cherouati 4 min 21 s 78                                                       | Rim Ouenniche 4 min 21 s 99                                                               | Roaia Mashaly 4 min 24 s 41                                                    |
| 800 m                  | Souad Nafissa Cherouati 9 min 55 s 44                                                       | Majda Chebaraka 9 min 55 s 44                                                             | Roaia Mashaly 9 min 12 s 12                                                    |
| 1 500 m                | Souad Nafissa Cherouati 17 min 12 s 79                                                      | Roaia Mashaly 17 min 25 s 72                                                              | Majda Chebaraka 17 min 30 s 38                                                 |
| Dos                    |                                                                                             |                                                                                           |                                                                                |
| 50 m                   | Amel Melih 30 s 49                                                                          | Asma Sammoud 30 s 85                                                                      | Talita Baqlah 31 s 49                                                          |
| 100 m                  | Amel Melih 1 min 6 s 23                                                                     | Mariam Sakr 1 min 6 s 40                                                                  | Engy Abu Zayd 1 min 6 s 76                                                     |
| 200 m                  | Rim Ouenniche 2 min 19 s 10                                                                 | Engy Abu Zayd 2 min 20 s 33                                                               | Hamida Rania Nefsi 2 min 25 s 26                                               |
| Brasse                 |                                                                                             |                                                                                           |                                                                                |
| 50 m                   | Hana Taleb 32 s 58                                                                          | Mai Atef 33 s 55                                                                          | Habiba Belghith 33 s 56                                                        |
| 100 m                  | Hana Taleb 1 min 11 s 70                                                                    | Mai Atef 1 min 13 s 39                                                                    | Sarra Lajnef 1 min 14 s 26                                                     |
| 200 m                  | Hana Taleb 2 min 35 s 56                                                                    | Rowaida Heshem 2 min 38 s 09                                                              | Sarra Lajnef 2 min 39 s 81                                                     |
| Papillon               |                                                                                             |                                                                                           |                                                                                |
| 50 m                   | Farida Osman 26 s 52                                                                        | Talita Baqlah 28 s 54                                                                     | Asma Sammoud 28 s 65                                                           |
| 100 m                  | Farida Osman 1 min 0 s 07                                                                   | Sarah Hadi 1 min 3 s 01                                                                   | Asma Sammoud 1 min 4 s 71                                                      |
| 200 m                  | Sarah Hadi 2 min 14 s 78                                                                    | Rowaida Heshem 2 min 16 s 65                                                              | Samar Khacha 2 min 22 s 91                                                     |
| Quatre nages           |                                                                                             |                                                                                           |                                                                                |
| 200 m                  | Hamida Rania Nefsi 2 min 19 s 83                                                            | Rowaida Heshem 2 min 21 s 53                                                              | Sarra Lajnef 2 min 22 s 60                                                     |
| 400 m                  | Hamida Rania Nefsi 4 min 54 s 31                                                            | Rowaida Heshem 4 min 56 s 88                                                              | Souad Nafissa Cherouati 5 min 4 s 31                                           |
| Relais                 |                                                                                             |                                                                                           |                                                                                |
| 4 × 100 m nage libre   | Égypte Rowan El Badry Yasmin Mamdouh Roaia Mashaly Farida Osman 3 min 52 s 66               | Algérie Amel Melih Nesrine Medjahed Souad Nafissa Cherouati Majda Chebaraka 3 min 55 s 18 | Tunisie Farah Ben Khelil Asma Sammoud Sarra Lajnef Rim Ouenniche 3 min 59 s 80 |
| 4 × 200 m nage libre   | Algérie Majda Chebaraka Hamida Rania Nefsi Sarah Hadi Souad Nafissa Cherouati 8 min 35 s 15 | Égypte Roaia Mashaly Yasmin Mamdouh Mariam Sakr Rowan El Badry 8 min 36 s 88              | Tunisie Farah Ben Khelil Asma Sammoud Sarra Lajnef Rim Ouenniche 8 min 57 s 98 |
| 4 × 100 m quatre nages | Égypte Engy Abu Zayd Rowaida Heshem Farida Osman Rowan El Badry 4 min 21 s 01               | Algérie Amel Melih Hana Taleb Samar Khacha Nesrine Medjahed 4 min 22 s 29                 | Tunisie Rim Ouenniche Sarra Lajnef Asma Sammoud Farah Ben Khelil 4 min 25 s 51 |

### Mixte
| Épreuves               | Or                                                                              | Argent                                                                                | Bronze                                                                                    |
| Relais                 | Relais                                                                          | Relais                                                                                | Relais                                                                                    |
| ---------------------- | ------------------------------------------------------------------------------- | ------------------------------------------------------------------------------------- | ----------------------------------------------------------------------------------------- |
| 4 × 100 m nage libre   | Égypte Rowan El Badry Youssef Hammoud Farida Osman Mohamed Samy 3 min 37 s 22   | Algérie Nazim Belkhodja Amel Melih Badis Djendouci Majda Chebaraka 3 min 41 s 01      | Tunisie Rim Ouenniche Mohamed Lagili Farah Ben Khelil Mohamed Ali Chaouachi 3 min 43 s 91 |
| 4 × 100 m quatre nages | Égypte Youssef Abdallah Hassan Yasser Farida Osman Rowan El Badry 3 min 58 s 87 | Tunisie Rim Ouenniche Farah Ben Khelil Bilel Attig Mohamed Ali Chaouachi 4 min 7 s 83 | Algérie Amel Melih Sarah Hadi Oussama Sahnoune Aimen Benabid (50 s 68) 4 min 11 s 38      |

## Tableau des médailles
| Rang | Nation   | Or | Argent | Bronze | Total |
| ---- | -------- | -- | ------ | ------ | ----- |
| 1    | Égypte   | 19 | 18     | 12     | 49    |
| 2    | Algérie  | 15 | 9      | 10     | 34    |
| 3    | Tunisie  | 8  | 12     | 17     | 37    |
| 4    | Maroc    | 0  | 2      | 1      | 3     |
| 5    | Jordanie | 0  | 1      | 2      | 3     |
|      | Total    | 42 | 42     | 42     | 126   |